# 2014 UO224
2014 UO224 est un objet transneptunien en résonance 3:5 avec Neptune et pourrait être une planète naine potentielle.